# Żabka (narzędzie)

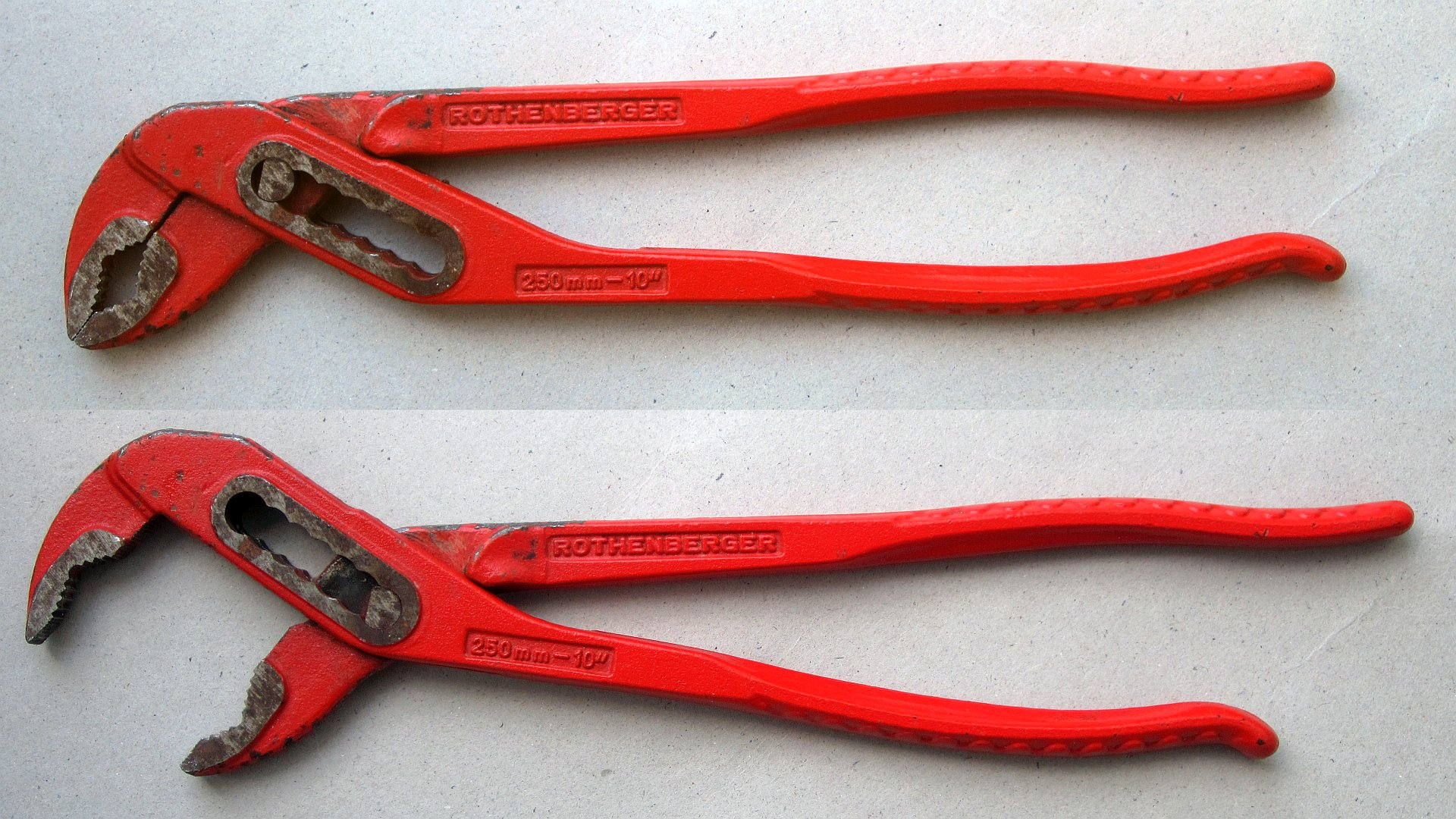
Żabka

Żabka – najprostszy klucz nastawny z regulowaną skokowo szerokością rozstawu szczęk. Rozstaw szczęk zaciskających się podczas nacisku reguluje się przez zmianę położenia śruby, będącej jednocześnie osią obrotu. Dzięki swej prostocie jest równocześnie dość uniwersalny, przez to dość często używany przez hydraulików do skręcania rur o różnej średnicy podczas napraw interwencyjnych (awaryjnych).
Działa na zasadzie dźwigni dwustronnej. 